# Overton County
Overton County är ett administrativt område i delstaten Tennessee, USA, med 22 083 invånare. Den administrativa huvudorten (county seat) är Livingston.

## Geografi
Enligt United States Census Bureau har countyt en total area på 1 126 km². 1 122 km² av den arean är land och 4 km² är vatten.

### Angränsande countyn
- Pickett County - nordost
- Fentress County - öst
- Putnam County - söder
- Jackson County - väst
- Clay County - nordväst
- Cumberland County - sydost